# 八重樫利康
八重樫 利康（やえがし りこう / としやす、1894年7月19日 - 1982年10月5日）は、日本の衆議院議員（1期）、花巻市長。

## 経歴
岩手県花巻市出身。高小卒。和賀郡笹間村（現・花巻市）会議員、同村長を経て、1946年の第22回衆議院議員総選挙に岩手県から立候補して当選。翌年、公職追放となる。衆議院議員を1期務めた後、追放解除後の1958年に花巻市長に選出され、1974年まで4期16年務めた。市長在任中、花巻空港の開港（1964年）、奥州大学（現富士大学）の開学（1965年）の他、市の小中学校の新設や校舎の新築、市内の水道整備、老人福祉センターの開所（1968年）、市体育館の開館（1969年）、市役所新庁舎の完成（1970年）、市立図書館の新築（1973年）などの業績を挙げた。この他、岩手県養鶏組合連合会長、花巻冷凍倉庫、岩手ブロック工業の各社長も務めた。